# Риск (настольная игра)
«Риск» — тактическая, стратегическая настольная игра, производства Parker Brothers (теперь подразделение Hasbro). Игра была изобретена французским кинорежиссёром Альбертом Ламоросси и выпущена во Франции в 1957 году с названием La Conquête du Monde (в переводе с фр.  «Завоевание мира»). «Риск» — пошаговая стратегическая игра, в которой участвует от двух до шести игроков. Стандартная версия играется на доске со стилизованной политической картой Земли наполеоновских времён, разделённой на 42 территории, которые сгруппированы в шесть континентов. Игроки контролируют армии, с которыми они пытаются захватить территории других игроков, бросая шестигранные кубики (от 1 до 5 штук). Игра считается выигранной, когда один игрок сумел занять всю территорию.

## Игровые принадлежности
Каждое издание поставляется со специальными разноцветными фигурами для обозначения боевых единиц. В первых версиях для этого использовались деревянные кубы, обозначающие одну боевую единицу, и несколько округлённых треугольных призм, обозначающих десять боевых единиц, но в последующих версиях они были заменены на пластиковые для снижения стоимости. В 1980-х эти фигуры были заменены на римские цифры I, III, V и X, соответственно количеству боевых единиц. В версии 1993 года использовались фигуры пехоты (для одной боевой единицы), кавалерии (для пяти боевых единиц) и артиллерии (для десяти боевых единиц). Коллекционное издание в честь 40-летия игры содержала аналогичные фигуры войск, но сделанные из металла вместо пластика. В «книжной» версии 2005 года игровые фигуры опять были представлены деревянными кубами. Эти фигуры используются для облегчения визуального представления размера армий. Если в процессе игры у игрока заканчиваются свободные фигуры, возможно использование для замены фигур другого цвета или любых других маркеров для отслеживания местонахождения армий. Стандартное издание также содержит пять (изначально шесть) игровых кубиков двух цветов: два кубика для защищающегося и три для атакующего.
Кроме того используются 72 игровые карты. На 42 из них изображены территории и эмблемы пехоты, кавалерии или артиллерии. Такую карту получает в конце хода игрок, если он успешно завоевал как минимум одну территорию в течение хода. За один ход игрок не может получить более одной такой карты. Если игрок собирает три карты с эмблемой одинакового рода войск или по одной карте с эмблемами каждого рода войск, то эти карты могут быть использованы для пополнения армий в начале хода игрока. Эти карты также могут быть использованы при подготовке к игре (более подробно смотрите ниже). Также используются две карты «Картбланш» с изображением одновременно эмблем пехоты, кавалерии и артиллерии, в отличие от одного рода войск на стандартной карте территорий. Так как на них изображены все рода войск, то эти карты могут быть использованы с любыми двумя родами войск при формировании комплекта. Также с игрой поставляется 28 карт Миссий для использования в варианте правил Миссия Риск.
В коллекционное издании в честь 40-летия игры путь передвижения между территориями Восточная Африка и Средний Восток был удален; позже это было признано производственной ошибкой, но данная ошибка повторилась в «Риск» II. Последующие версии игры снова содержали данный маршрут. В то время как европейские версии игры содержали вариант правил Миссия Риск, в американской версии он отсутствовал до 1993 года.

## Подготовка к игре

### Стандартная
Подготовка к игре Риск сложнее, чем к большинству настольных игр:
- Каждый игрок выбирает себе цвет и забирает все боевые единицы данного цвета, затем он отсчитывает исходное количество боевых единиц для первоначальной расстановки. Их число зависит от количества игроков: 40 для двух, 35 для трёх, 30 для четырёх, 25 для пяти и 20 в случае шести игроков.
- Игроки по очереди, определенной с помощью броска кубика, присваивают территории, помещая на них свои боевые единицы, до тех пор, пока все территории не будут заняты.
- Игроки размещают оставшиеся для первоначальной расстановки боевые единицы на своих территориях. После того, как все боевые единицы размещены, игроки снова кидают кубик, чтобы определить, кто начинает игру.

### Альтернативная
Альтернативный и более быстрый метод первоначальной расстановки, описанный в официальных французских правилах, заключается в раздаче карт из колоды территорий (без карт «Картбланш») и присвоении игроком территорий, изображённых на этих картах.

## Последовательность хода
Ход игрока состоит из пяти фаз: получение и размещение подкреплений, обмен карточек территорий, сражение, укрепление позиций, получение карточки территорий.

### Получение и размещение подкреплений
В начале своего хода игрок получает новые боевые единицы и затем размещает их на своих территориях. Количество получаемых боевых единиц определяются суммированием результатов следующих шагов (официальные версии правил меняются в зависимости от издания):
- Подсчет территорий и городов. Количество получаемых боевых единиц равно сумме числа занятых территорий и городов на них, делённой на 3 и округлённой до ближайшего целого отбросом остатка. Если результат менее трёх, то он увеличивается до трёх боевых единиц.
- Бонус континентов. Игрок, владеющий всеми территориями континента (группа территорий одного цвета на карте), получает дополнительные подкрепления, число которых указано в таблице на игровом поле.

| Континент        | Бонус |
| ---------------- | ----- |
| Азия             | 7     |
| Северная Америка | 5     |
| Европа           | 5     |
| Африка           | 3     |
| Австралия        | 2     |
| Южная Америка    | 2     |

- Одна дополнительная боевая единица за каждую столицу на занятой игроком территориях.
- Дополнительные боевые единицы, полученные в результате обмена карточек территорий

#### Обмен карточек территорий
Игрок может обменять комплект из трёх карт территорий для получения дополнительных подкреплений. Комплект карт территорий может состоять из:
- трёх карт с эмблемой одного рода войск (к примеру, три карты с эмблемой кавалерии);
- трёх карт с эмблемами каждого рода войск (пехота, кавалерия и артиллерия).

Если игрок имеет пять карт территории, он обязан обменять комплект. Армии размещаются на любой из территорий игрока.
Первый сданный за игру комплект стоит 4 подкрепления, второй — 6, третий — 8, четвёртый — 10, пятый — 12, шестой — 15, каждый последующий стоит на 5 боевых единиц больше предыдущего. Кроме того, если игрок владеет одной или более изображённой на сдаваемых карточках территорией, то он может выбрать одну из этих территорий для размещения дополнительных двух боевых единиц.

### Сражение

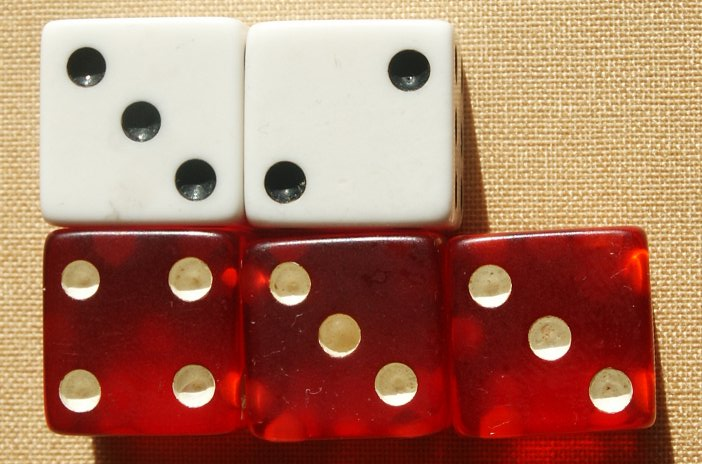
Пример сравнения кубиков нападающего (красные) и защитника (белые); в данном случае нападающий победил в сражении.

В течение своего хода игрок может атаковать только с одной из своих территорий, объектом нападения может являться только граничащая или соединённая с ней морским путём территория любого другого игрока. Результаты сражения вычисляются броском кубиков. Каждый бросок кубиков определяет результаты одной атаки. Игрок может многократно повторять этот процесс в течение фазы сражения своего хода, атакуя любое число территорий неограниченное количество раз до передачи хода следующему игроку. Фаза сражения не является обязательной, игрок может отказаться от нападений в свой ход.
Нападающий игрок может использовать в атаке одну, две или три боевые единицы, бросая соответственно один, два или три кубика. Как минимум одна боевая единица должна оставаться в тылу на территории, с которой осуществляется нападение, и не участвовать в атаке, так как территория не может быть оставлена без войска. Перед броском кубиков, защищающийся игрок должен решить одна или две его боевые единицы будут участвовать в обороне (но не больше числа боевых единиц, находящихся на защищаемой территории) с помощью броска одного или двух кубиков.
- Наибольшее выпавшее число на кубиках нападающего сравнивается с наибольшим числом на кубиках обороняющегося. Наибольшее из них побеждает, в случае равенства побеждает защищающийся.
- Аналогично сравниваются вторые по величине результаты.
- Оставшиеся неиспользованными кубики не влияют на результат сражения.
- После каждого сравнения кубиков проигравший убирает одну боевую единицу с игрового поля.

Если атакующий побеждает последнюю обороняющуюся боевую единицу на территории, то он должен захватить эту территорию с помощью ввода всех своих войск, участвовавших в последней атаке. Кроме того игрок может ввести любое количество войск из нападавшей территории, при этом оставив в тылу на нападавшей территории не менее одной боевой единицы.
Если атакующий игрок захватывает последнюю территорию обороняющегося, то последний выбывает из игры, а победитель получает все его карточки территорий. Если в результате этого у игрока оказывается пять или более карточек, он обязан обменять столько комплектов карточек, сколько требуется для уменьшения их количества до четырёх или менее. Полученные подкрепления размещаются незамедлительно.

### Укрепление позиций
После окончания фазы сражения, игрок имеет возможность переместить любое количество своих войск с одной территории на другую соединённую с ней и принадлежащую ему территорию. По другой версии правил, войска могут перемещаться через множество таких соединённых территорий, представляющих собой «коридор» для передвижения. Проходить через вражеские территории нельзя. При любом маневрировании войсками на территориях, принадлежащих игроку, должна всегда оставаться как минимум одна боевая единица.

### Получение карточки территорий
Если игрок в течение своего хода захватил хотя бы одну территорию, он тянет карточку территорий из колоды и добавляет её в свою руку. После этого ход переходит к следующему игроку.

## Стратегия

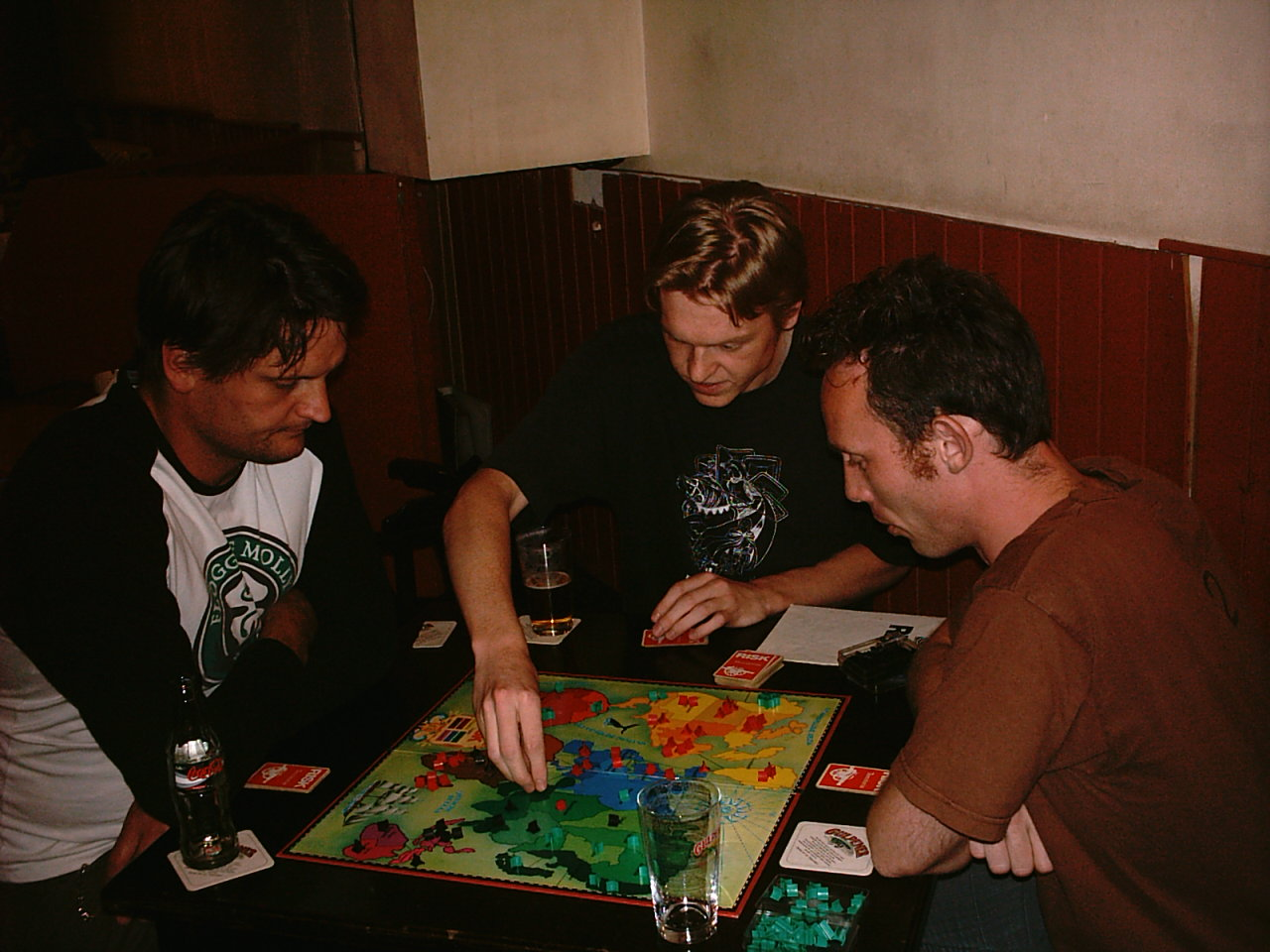
Игра в Риск

### Базовая стратегия
Официальная книга правил дает три основных стратегических совета при игре по классическим правилам:
- Во-первых, игроку следует контролировать континенты полностью, чтобы получать дополнительные подкрепления;
- Во-вторых, игрок должен следить за границами своих территорий, чтобы в случае концентрации войск противника, подготовиться к отражению возможной атаки;
- В-третьих, игроку следует концентрировать армии на своих границах для лучшей защиты.

Владение континентами — наиболее распространенный способ увеличения количества подкреплений. Игроки часто пытаются как можно раньше получить контроль над Австралией, так как это единственный континент, для успешной обороны которого достаточно защищать только одну территорию (Сиам или Индонезию). Как правило, континенты с меньшим количеством границ легче защищать, так как они обладают меньшим числом территорий, которые могут подвергнуться атаке других игроков. Южная Америка имеет 2 общие границы с другими континентами, Северная Америка и Африка по 3, Европа — 4, а Азия — 5.
В общем случае, целесообразно хранить карты территорий до тех пор, когда их можно будет обменять на максимальное число подкреплений. Это особенно верно вначале, так как дополнительные армии дают серьёзные преимущества на раннем этапе игры. Уничтожение слабого игрока, владеющего большим количеством карточек территорий, также является хорошей стратегией, так как при этом победитель получает все карточки территорий побеждённого игрока. В этом случае, более ранний обмен карточек территорий может помочь приобрести необходимые подкрепления. Если у игрока, полностью уничтожившего противника, после получения его карточек на руках становится более пяти карточек, то они должны быть немедленно обменены на подкрепления до тех пор, пока у него не останется менее пяти карт на руках и он не сможет продолжить свой ход.
«Стратегия Черепахи» («Turtling») является оборонительной стратегией, в которой игрок, чувствующий себя уязвимым, пытается стать слишком затратным для нападений других игроков, при этом оставаясь для них потенциальной угрозой. Цель данной стратегии — избежать поражений. Игрок, который использует данную стратегию, может оставаться в игре до последних стадий, затем организовать нападение на самого слабого противника и начать последовательно уничтожать остальных игроков до полной победы в игре. Игрок, использующий данную стратегию, называется «Черепаха». Термин стал популярным в стратегиях в реальном времени, где игрок создает защитный периметр или «Черепаший Панцирь» вокруг своей базы. Варианты противодействия данной стратегии с помощью совместных действий были предложены Эхсаном Хонари.

### Союзы
Правила игры никак не регулируют союзы или перемирия между игроками. Поэтому игроки могут иметь друг с другом неофициальные договорённости по различными вопросам, для того чтобы обезопасить одну из своих границ от нападения в то время, когда они концентрируют свои войска на другой границе, или предпринять совместные действия против слишком усилившегося игрока. Так как эти договоры не имеют обязательной силы согласно правилам, они часто нарушаются. Создание и нарушение таких союзов является одним из ключевых моментов игры и добавляет значительное влияние человеческого взаимодействия в игру, сильно зависящую от случайностей.

### Вероятности выпадения кубиков
В случае равенства всегда побеждает защитник. Это дает преимущество обороняющемуся игроку в случае сражения «один на один», но у атакующего игрока есть возможность использовать больше кубиков, что нивелирует это преимущество, что видно в таблице вероятностей ниже. В действительности успешность захвата территории зависит от числа атакующих и защищающихся армий, соответствующие вероятности могут быть посчитаны с помощью цепей Маркова, или получены численно с помощью стохастического моделирования.
Выгодно всегда кидать максимальное количество кубиков. (Исключение: В некоторых случаях, когда атакующий не хочет двигать войска в «тупиковые» территории, он может выбрать бросок менее, чем трёх кубиков.)
Таблица ниже показывает все возможные исходы одного броска кубиков атакующим и защитником:
| Вероятности исхода одного броска кубиков (различное число кубиков) | Вероятности исхода одного броска кубиков (различное число кубиков) | Вероятности исхода одного броска кубиков (различное число кубиков) | Атакующий  | Атакующий  | Атакующий  |
| Вероятности исхода одного броска кубиков (различное число кубиков) | Вероятности исхода одного броска кубиков (различное число кубиков) | Вероятности исхода одного броска кубиков (различное число кубиков) | один кубик | два кубика | три кубика |
| Защитник                                                           | один кубик                                                         | Защитник теряет одну                                               | 41,67 %    | 57,87 %    | 65,97 %    |
| Защитник                                                           | один кубик                                                         | Атакующий теряет одну                                              | 58,33 %    | 42,13 %    | 34,03 %    |
| Защитник                                                           | два кубика                                                         | Защитник теряет одну                                               | 25,46 %    | -          | -          |
| Защитник                                                           | два кубика                                                         | Атакующий теряет одну                                              | 74,54 %    | -          | -          |
| Защитник                                                           | два кубика                                                         | Защитник теряет две                                                | -          | 22,76 %    | 37,17 %    |
| Защитник                                                           | два кубика                                                         | Атакующий теряет две                                               | -          | 44,83 %    | 29,26 %    |
| Защитник                                                           | два кубика                                                         | Каждый теряет по одной                                             | -          | 32,41 %    | 33,58 %    |

Таким образом, при броске трёх кубиков против двух (максимальное число кубиков которые могут за один раз бросить игроки) или двух против одного атакующий имеет незначительное преимущество. При столкновении больших армий игрок должен стремиться получить преимущество над противником, нападая на него, а не защищаясь. Однако, множественность противников может изменить разумность данной стратегии.
Следующая таблица показывает вероятности того, что атакующий выиграет всё сражение за территорию (последовательность бросков кубиков):
| Вероятность победы атакующего во всём сражении | Вероятность победы атакующего во всём сражении | Число атакующих армий | Число атакующих армий | Число атакующих армий | Число атакующих армий | Число атакующих армий | Число атакующих армий | Число атакующих армий | Число атакующих армий | Число атакующих армий | Число атакующих армий |
| Вероятность победы атакующего во всём сражении | Вероятность победы атакующего во всём сражении | 1                     | 2                     | 3                     | 4                     | 5                     | 6                     | 7                     | 8                     | 9                     | 10                    |
| Число защищающихся армий                       | 1                                              | 42%                   | 75%                   | 92%                   | 97%                   | 99%                   | >99%                  | >99%                  | >99%                  | >99%                  | >99%                  |
| Число защищающихся армий                       | 2                                              | 11%                   | 36%                   | 66%                   | 79%                   | 89%                   | 93%                   | 97%                   | 98%                   | 99%                   | 99%                   |
| Число защищающихся армий                       | 3                                              | 3%                    | 21%                   | 47%                   | 64%                   | 77%                   | 86%                   | 91%                   | 95%                   | 97%                   | 98%                   |
| Число защищающихся армий                       | 4                                              | 1%                    | 9%                    | 31%                   | 48%                   | 64%                   | 74%                   | 83%                   | 89%                   | 93%                   | 95%                   |
| Число защищающихся армий                       | 5                                              | <1%                   | 5%                    | 21%                   | 36%                   | 51%                   | 64%                   | 74%                   | 82%                   | 87%                   | 92%                   |
| Число защищающихся армий                       | 6                                              | <1%                   | 2%                    | 13%                   | 25%                   | 40%                   | 52%                   | 64%                   | 73%                   | 81%                   | 86%                   |
| Число защищающихся армий                       | 7                                              | <1%                   | 1%                    | 8%                    | 18%                   | 30%                   | 42%                   | 54%                   | 64%                   | 73%                   | 80%                   |
| Число защищающихся армий                       | 8                                              | <1%                   | <1%                   | 5%                    | 12%                   | 22%                   | 33%                   | 45%                   | 55%                   | 65%                   | 72%                   |
| Число защищающихся армий                       | 9                                              | <1%                   | <1%                   | 3%                    | 9%                    | 16%                   | 26%                   | 36%                   | 46%                   | 56%                   | 65%                   |
| Число защищающихся армий                       | 10                                             | <1%                   | <1%                   | 2%                    | 6%                    | 12%                   | 19%                   | 29%                   | 38%                   | 48%                   | 57%                   |

Число атакующих армий не включает в себя минимум одну армию, которая обязательно должна остаться на территории, с которой осуществляется атака, то есть если на атакующей территории находятся 10 армий, в атаке может участвовать максимум 9. Зеленый цвет указывает на преимущество атакующего, то есть вероятность его победы более 50 %, а красный — преимущество защитника.
Обычной ситуацией являются случаи, когда атакующий хочет завладеть регионом из множества соседних территорий в течение одного хода с помощью серии атак. После каждого успешного сражения, атакующий оставляет одну армию в тылу и продолжает, используя оставшиеся армии, атаковать следующую территорию. Следующая таблица показывает среднее число территорий, которые может захватить атакующий, а также количество территорий, которые он захватит с вероятностью 90 %, начиная атаку с определенным количеством армий в первом сражении. Для защиты каждой территории предполагается фиксированное число обороняющихся армий.
|                                               | Число атакующих армий в первом сражении:                            | 1    | 2    | 3    | 4   | 5   | 6   | 7   | 8   | 9   | 10  | 11  | 12  | 13  | 14  | 15  | 16   | 17   | 18   | 19   | 20   |
| Одна защищающаяся армия на каждой территории. | Среднее число территорий, которые могут быть захвачены:             | 0.42 | 1.0  | 1.7  | 2.3 | 3.0 | 3.6 | 4.3 | 5.0 | 5.6 | 6.3 | 6.9 | 7.6 | 8.3 | 8.9 | 9.6 | 10.2 | 10.9 | 11.5 | 12.2 | 12.9 |
| Одна защищающаяся армия на каждой территории. | Число территорий, которые могут быть захвачены с вероятностью 90 %: | 0    | 0    | 1    | 1   | 2   | 2   | 3   | 3   | 4   | 4   | 5   | 5   | 6   | 7   | 7   | 8    | 8    | 9    | 10   | 10   |
| Две защищающиеся армии на каждой территории.  | Среднее число территорий, которые могут быть захвачены:             | 0.11 | 0.39 | 0.82 | 1.2 | 1.6 | 2.0 | 2.4 | 2.8 | 3.2 | 3.6 | 3.9 | 4.3 | 4.7 | 5.1 | 5.5 | 5.9  | 6.3  | 6.7  | 7.1  | 7.5  |
| Две защищающиеся армии на каждой территории.  | Число территорий, которые могут быть захвачены с вероятностью 90 %: | 0    | 0    | 0    | 0   | 0   | 1   | 1   | 1   | 2   | 2   | 2   | 2   | 3   | 3   | 3   | 4    | 4    | 4    | 5    | 5    |

## Варианты правил
За годы существования игры Parker Brothers и Hasbro опубликовали множество вариантов правил.

### «Риск» для 2 игроков
Правила для 2 игроков были разработаны Майклом Левиным из Филадельфии и были включены в официальные правила, опубликованные в 1975 году.
Эта версия играется по традиционным правилам Риска с добавлением некоторых особенностей. Каждый игрок берет 40 боевых единиц и поочередно ставит по одной из них на незанятую территорию до тех пор, пока каждый игрок не присвоит по 14 территорий. Оставшиеся армии распределяются на присвоенные территории. Оставшиеся 14 территорий занимаются третьей силой под названием Союзные Войска. Для них выбираются фигуры неиспользованного игроками цвета. Две армии Союзных Войск размещаются на каждой свободной территории, общим количеством 28 армий.
Каждый игрок получает подкрепления традиционным способом. В начале каждого хода Союзные Войска имеют право на получение половины от числа армий с округлением вниз. Соответственно, если игрок получает 9 подкреплений, то Союзные Войска имеют право на получение четырёх армий. Каждый игрок размещает свои подкрепления согласно традиционным правилам. После того как игрок получил и разместил свои подкрепления и закончил этап сражений (но до этапа укрепления позиций), его противник размещает подкрепление Союзных Войск на контролируемых ими территориях.
Каждый игрок атакует согласно традиционным правилам. Он может атаковать как другого игрока, так и Союзные Войска. Если игрок атакует Союзные Войска, то его соперник бросает за них кубики. Немедленно после того, как подкрепления Союзных Войск размещены, игрок который их размещал может действовать за Союзные Войска и атаковать армии другого игрока. Он не обязан использовать армии немедленно, но может позволить им сконцентрироваться на определенной территории. Однако, если они не были использованы, то соперник может использовать их в свою пользу, когда получит возможность использовать армии Союзных Войск. Когда игрок командует армиями Союзных Войск, он не может атаковать свои собственные территории. Союзные Войска не берут карточки территорий и получают пополнения только описанным выше способом.
Первый игрок может ходить в свой этап укрепления позиций только после того, как второй игрок закончит атаковать Союзными войсками. Союзные Войска не имеют право на укрепление позиций.
Игра заканчивается в случае потери одним игроком всех своих территорий. Если Союзные Войска теряют все свои территории, то они больше не получают подкреплений и игра продолжается по традиционным правилам.

### «Риск» со столицами
Каждый игрок имеет «столицу» в одной из изначально занятых территорий. Побеждает игрок, который захватил все столицы. «Риск» со столицами обычно серьёзно укорачивает игру.

### Миссия «Риск»
«Миссия Риск», которая была стандартным вариантом правил в европейских версиях игры на протяжении нескольких десятилетий до 2003 года, дает каждому игроку конкретные миссии для достижения полного мирового господства.
Игроки держат свои миссии в секрете друг от друга до конца игры, которая заканчивается, когда один из игроков выполнит указанную в его карточке миссию и победит в игре.
Миссии могут быть следующими:
- захватить Европу, Австралию и один другой континент;
- захватить Европу, Южную Америку и один другой континент;
- захватить Северную Америку и Африку;
- захватить Азию и Южную Америку;
- захватить Северную Америку и Австралию;
- захватить 24 территории;
- уничтожить все армии определенного противника или, в случае если игрок сам является указанным на карточке игроком, захватить 24 территории;
- захватить 18 территорий и разместить на каждой по 2 армии.

В 2003 году была выпущена другая версия «Миссии Риск», в которой каждый игрок получает по четыре карточки с более простыми для выполнения миссиями.

### Альтернативные правила обмена карточек территорий
В некоторых версиях на карточках территорий указано по одной или две звезды. Карточки могут быть обменены на подкрепления, количество которых зависит от суммы числа звёзд на сдаваемых карточках (ограниченно от 2 до 10 звёзд) согласно следующей таблице. Игрок может накапливать карточки сколь угодно долго. Новые подкрепления размещаются в любых вариантах на территориях, принадлежащих игроку.
Одним из частых неофициальных изменений правил является аналогичная зависимость количества пополнений, но вместо звёзд подсчитывается количество карточек. Этот метод позволяет избежать слишком быстрого нарастания числа пополнений, которое происходит при игре по традиционным правилам. Игрок обязан обменять карточки территорий, если их количество в его руке достигло пяти.
Территории, указанные на карточках, никак не влияют на получение подкреплений.
| Число звёзд на сдаваемых карточках | Количество получаемых армий |
| ---------------------------------- | --------------------------- |
| 2                                  | 2                           |
| 3                                  | 4                           |
| 4                                  | 7                           |
| 5                                  | 10                          |
| 6                                  | 13                          |
| 7                                  | 17                          |
| 8                                  | 21                          |
| 9                                  | 25                          |
| 10                                 | 30                          |

Другой вариант обмена карточек связан с получением фиксированного числа армий в зависимости от эмблем на сдаваемых карточек. Три артиллерии соответствуют 4 армиям, три пехоты — 6, три кавалерии — 8, по одной эмблеме каждого рода войск — 10.
Ещё один возможный вариант обмена предусматривает нарастание количества подкреплений в зависимости от количества карточек, но после 15 армий за 6 карточек количество подкреплений уменьшается до начальных четырёх армий, увеличиваясь опять при каждом обмене.

### Другие варианты правил
Официальная книга правил предлагает варианты игровой механики для «Экспертов Риска», каждый из которых может быть использован по желанию игроков. Эти варианты включают в себя:
- Уменьшение роста ценности сдаваемых комплектов карточек территорий: каждый последующий комплект приносит на 1 подкрепление больше предыдущего;
- Разрешение армиям передвигаться на любые расстояния, если между исходной и конечной территориями есть путь по собственным территориям, а не только между соседними территориями;
- Предоставление преимущества атакующему (возможность перебросить один кубик в сражении), если у него есть на руках карточка атакуемой территории;
- Предоставление атакующему возможности изменить результат выпадения одного из кубиков на 6. Данной возможностью игрок может воспользоваться только один раз за ход.

В дополнении к этим официальным вариантам многочисленные компьютерные и интернет-версии имеют различные правила, а игровые клубы часто адаптируют их для соревнований. Эти изменения могут включать в себя крепости, одновременный ход игроков и многое другое.

## Территории
Ниже представлена типичная игровая доска с таблицей названий континентов и территорий. Каждая территория на игровой доске представляет собой реальный географический или политический регион мира. Границы территорий примерно соответствуют реальной географии мира. Эти территории используются для размещения войск и добавляют игре элемент реализма и сложности.
| Северная Америка (5) 1. Аляска 2. Альберта 3. Центральная Америка 4. Восточные Соединенные Штаты 5. Гренландия 6. Северо-Западные территории 7. Онтарио 8. Квебек 9. Западные Соединенные Штаты Южная Америка (2) 1. Аргентина 2. Бразилия 3. Перу 4. Венесуэла | Европа (5) 1. Великобритания 2. Исландия 3. Северная Европа 4. Скандинавия 5. Южная Европа 6. Россия 7. Западная Европа Африка (3) 1. Конго 2. Восточная Африка 3. Египет 4. Мадагаскар 5. Северная Африка 6. Южная Африка | Азия (7) 1. Афганистан 2. Китай 3. Индия 4. Иркутск 5. Япония 6. Камчатка 7. Средний Восток 8. Монголия 9. Сиам 10. Сибирь 11. Урал 12. Якутск Океания (2) 1. Восточная Австралия 2. Индонезия 3. Новая Гвинея 4. Западная Австралия |

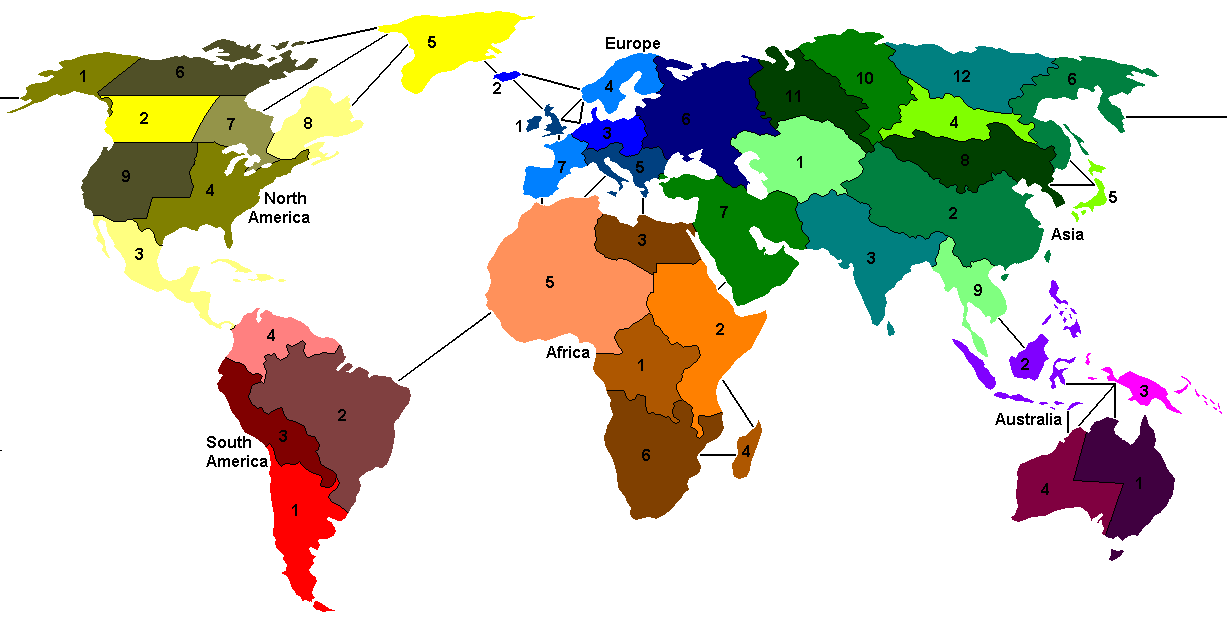
Игровая доска игры Риск.

Примечание: Число в скобках показывает количество дополнительных подкреплений, которые выдаются игроку во время этапа получения и размещения подкреплений, если он владеет всеми территориями на этом континенте.

## Официальные игры серии
Кроме оригинальной игры 1959 года и Коллекционного издания в честь 40-летия игры (40th Anniversary Edition) с металлическими фишками за годы существования игры было издано множество вариантов Риска. В последние годы Hasbro преимущественно основывает новые версии Риска на популярных фильмах. Последним примером данной тенденции является версия Трансформеры, выпущенная в июне 2007 года. В хронологическом порядке были выпущены следующие игры:
- Castle Risk[англ.] (1986) — Версия, в которой действие происходит на карте Европы, у каждого игрока есть свой замок, а целью игры является защита замка от нападений. Castle Risk стала первой версией Риска за 27 лет выпуска игры, которая существенно отличалась от оригинальной игры[1]. Несмотря на то, что игра не имела успеха, в ней были внедрены многие новшества, получившие широкое распространение в последующих версиях Риска[1].
- Risk: Édition Napoléon (1999) — Добавляет в игру генералов, крепости и морских юнитов.
  - Risk: Édition Napoléon: Extension Empire Ottoman (2000) — Добавляет шестого игрока в Risk: Édition Napoléon.
- Risk 2210 A.D.[англ.] (2001) — Награждённая премиями футуристическая версия, созданная Avalon Hill, являющейся подразделением Hasbro. Особенностями игры являются лунные территории, территории океана и командные юниты, а также множество официальных и неофициальных расширений.
- Risk: the Lord of the Rings (2002) — Версия для 2-4 игроков, действие которой происходит в северной части Средиземья.
  - Risk: the Lord of the Rings: Gondor & Mordor Expansion Set (2003) — Расширение Risk: the Lord of the Rings, в которой также содержится мини-игра для двух игроков Siege of Minas Tirith.
- Risk: the Lord of the Rings: Trilogy Edition (2003) — Содержит предыдущие две версии Lord of the Rings, но не включает в себя мини-игру Siege of Minas Tirith.
- Risk Godstorm[англ.] (2004) — Версия, основанная на мифологических пантеонах различных древних цивилизаций; создана компанией Avalon Hill.
- Star Wars Risk: The Clone Wars Edition[англ.] (2005) — Действие происходит во вселенной Star Wars во время Войны клонов. Игрок может играть на стороне Сепаратистов или Галактической Республики, используя классические правила или специальный вариант Война Клонов.
- Risk Express (2006) — Создан Райнером Книзиа как часть линейки игр Express компании Hasbro (хотя и не является частью данной серии в США). В игре используются диски для обозначения территорий и различные комбинации пехоты, кавалерии, артиллерии и генералов для их захвата .
- Risk: Star Wars Original Trilogy Edition[англ.] (2006) — Разворачивается во время Галактической гражданской войны, играть можно за Галактическую Империю, Повстанческий Альянс или Хаттов. Данная версия уникальна тем, что у каждой из фракций различные цели и условия победы.
- Risk Junior: Narnia (2006) — Основана на книге Клайва Льюиса Лев, Колдунья и Платяной шкаф, игроки могут играть на стороне как сил Аслана, так и Белой Ведьмы.
- Risk: The Transformers Edition (2007) — Основана на фильме Трансформеры, игроки могут играть на стороне Автоботов или Десептиконов на карте Кибертрона.
- Risk: Black OPS (2008) — Ограниченное издание, выпущенное в начале 2008 года в количестве 1000 копий. Большая часть копий была роздана экспертам в области настольных игр для тестирования новых правил для будущих изданий игры.
- Risk: Reinvention (2009) — Также называемая Risk Factor или Risk Revised Edition. Это коммерческая версия Black Ops. Особенностями данной версии являются столицы, города, миссии и очень тонкие фигуры в форме стрел. Данная версия также доступна с различными компонентами (деревянная карта, деревянные кубические фигуры и т. д.) под названием Risk Onyx Edition[14].
- Risk: Halo Wars Collector’s Edition (2009) — Включает в себя ККОН, Ковенант и Потоп. Содержит 42 территории и 6 секторов. Выпущена осенью 2009 года.
- Risk 1959 (2009) — Переиздание оригинальной игры Риск 1959 года компанией Winning Moves Games USA. Включает в себя оригинальное оформление, деревянные фигуры и отдельные пластиковые коробки для хранения.
- Risk: Factions[англ.] (2010) — официальная версия игры для приставки Xbox 360，разработанная Electronic Arts и распространяемая через Xbox Live Arcade. Включает в себя классические правила и специальную версию «Factions».

Кроме того, существует множество неофициальных вариантов, как коммерческих, так и бесплатно распространяемых через Интернет.

## Компьютерные версии
Несколько компьютерных версий игры Риск было выпущено под названием The Computer Edition of Risk: The World Conquest Game, начиная с версии для Commodore 64 в 1988 году и для Macintosh edition in 1989 году. Позднее были выпущены различные версии для PC, Amiga, Sega Genesis, PlayStation, PlayStation 2 и Game Boy Advance. В 1992 году Стив Стэнклифф создал популярную версию WinRisk для Windows 3.x. В 1996 году Hasbro Interactive выпустила версию для PC, которая включала новый вариант игры под названием «Ultimate Risk», в котором не использовались кубики и появилась возможность использовать форты, генералов и более сложные стратегии боя. Risk II для PC и Mac был выпущен в 2000 году и включал в себя классическую игру Риск и различные вариации правил и геймплея. В 2010 году Pogo.com добавила лицензионную версию Риска в свою библиотеку онлайн-игр. Версия для Xbox Live Arcade под названием Risk: Factions была выпущена 23 июня 2010 года. Она включает в себя как классический вариант Риска, так и режим фракций, в котором можно играть за Зомби, Роботов, Котов, Солдат и Йети.
Кроме того существует множество неофициальных клонов игры 'Risk', как для онлайн, так и для офлайн игры. В связи с историей создания игры единственной защитой интеллектуальной собственности является зарегистрированная в США торговая марка в виде слова RISK, написанного характерным красным шрифтом.
Официальное лицензионное приложение для iOS под названием «RISK : The Official Game» было разработано для iPhone и iPod Touch компанией Electronic Arts и выпущено 16 июля 2010 года.(На 30 сентября 2018 года приложение недоступно в AppStore по приведённой ссылке 16)

## Экранизация игры
В июне 2011 года стало известно о начале работы по созданию киноленты на основе игры «Риск». Сценаристом фильма стал Джон Лавин, известный работой над телесериалом «Щит».

### Заметки
1. 1 2 3 4 5 6  В некоторых версиях игровой доски Альберта, Онтарио, Квебек, Украина, Конго и Сиам названы соответственно Западная Канада, Центральная Канада, Восточная Канада, Восточная Европа/Россия, Центральная Африка и Юго-восточная Азия. Возможно различные комбинации данных названий.

### Официальные
- Официальная страница игры Risk на сайте Hasbro

Английские правила игры на сайте Hasbro
- Версия правил 1959 года
- Версия правил 1963 года
- Версия правил 1975 года
- Версия правил 1980 года
- Версия правил 1990 года вместе с правилами Castle Risk
- Версия правил 1993 года
- Версия правил 1999 года
- Версия правил 1999 года Коллекционного издания в честь 40-летия игры
- Версия правил 2003 года

Русские правила
- Правила игры «Риск» (новое издание) (недоступная ссылка)
- Правила игры «Риск» Делюкс (недоступная ссылка) В настоящее время на этом сайте (2013)
- Правила игры Риск: Баланс сил (недоступная ссылка) В настоящее время на этом сайте (2013)